# マインラート・イングリーン
マインラート・イングリーン（Meinrad Inglin、1883年7月28日-1971年12月4日）は、スイスの小説家。

## 経歴
シュヴィーツ生まれ。ボーイや編集者などの職を転々としたのちに小説家としての活動を始めた。大衆文明に対する警鐘や、小ブルジョアの生活を批判した作風の小説などがある。